# Radechovská pahorkatina
Radechovská pahorkatina je geomorfologický podokrsek ve střední a severní části Bělské tabule, ležící v okresech Mladá Boleslav a Česká Lípa. Území se rozkládá zhruba mezi Bělou pod Bezdězem na jihozápadě, Novou Vsí na jihovýchodě, Klášterem Hradiště nad Jizerou na východě, oborou Židlov na severu a Kuřívodami na severozápadě.

## Charakter území

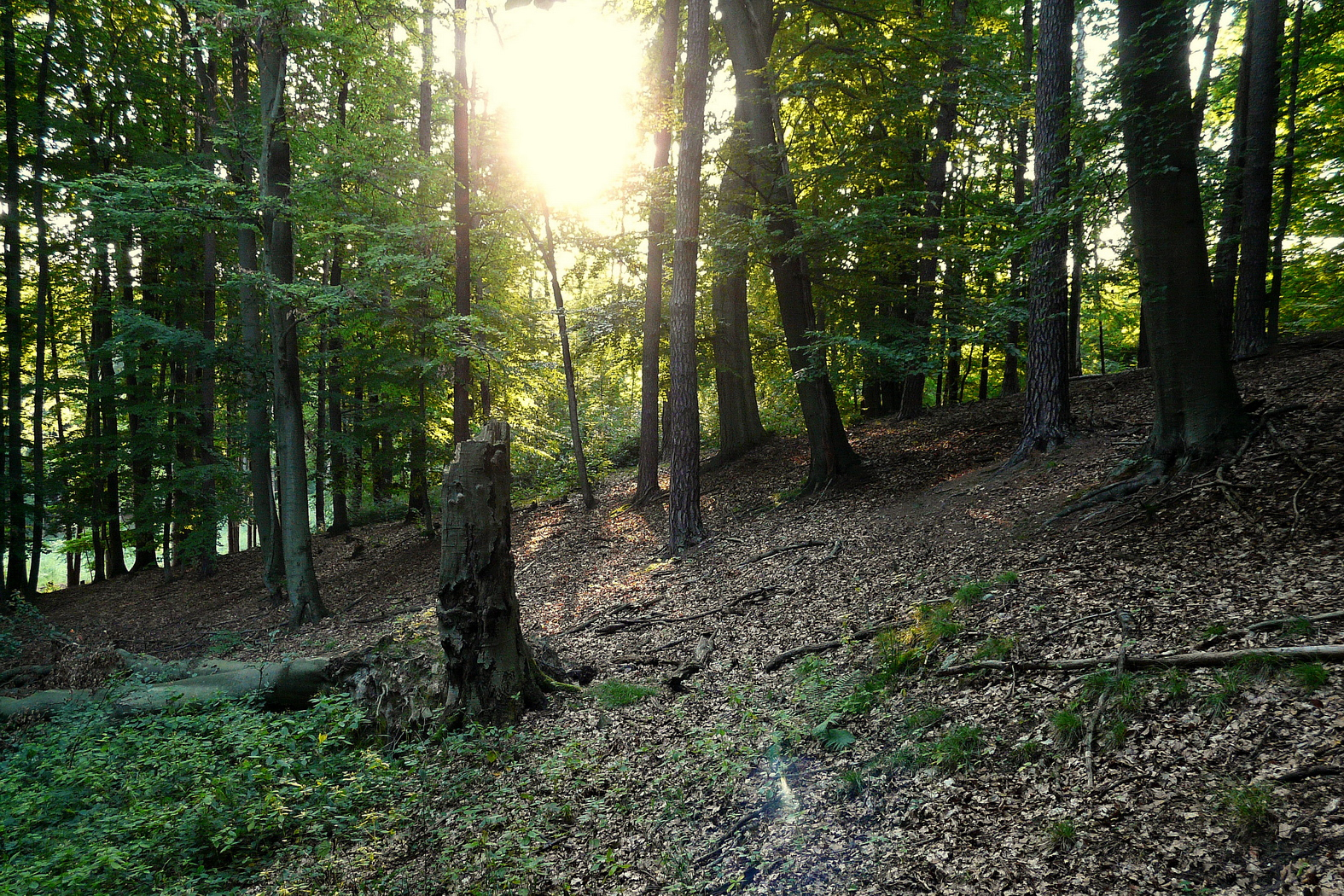
Jižní, nejstrmější svah Rokytské horky

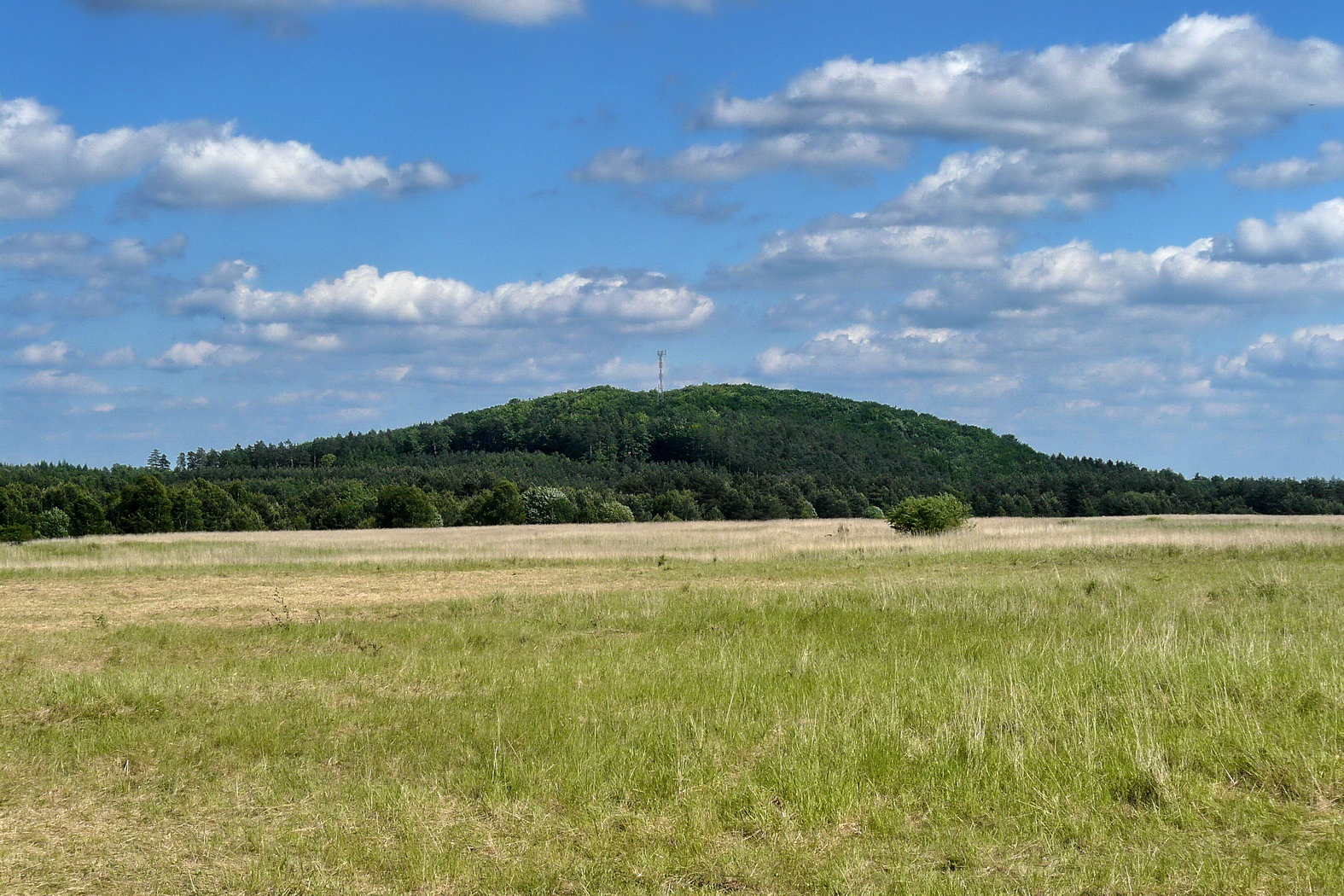
Jezovská horka od severozápadu

Území je největším podokrskem okrsku Bělská tabule. Tvoří homogenní erozní povrch s rozsáhlými strukturně denudačními plošinami, sklánějícími se plynule od SZ k JV. Tabulovitý povrch je zde členitější než ve zbytku okrsku díky častějším pronikům čedičových neovulkanitů skrz svrchnokřídové sedimenty. Leží zde všechny nejvyšší vrcholy celé Jizerské tabule mající podobu více či méně výrazných kup. Území je členěno údolím Krupského potoka a Rokytky, i jejich bočními roklemi. Téměř celé území je zalesněno, a to převážně borovými porosty.[nenalezeno v uvedeném zdroji]

## Geomorfologické členění
Podokrsek Radechovská pahorkatina náleží do celku Jizerská tabule, podcelku Středojizerská tabule a okrsku Bělská tabule. Dále se již nečlení. Pahorkatina sousedí s dalšími podokrsky Bělské tabule (na východě Bukovinská tabule, na západě a jihu Březinská tabule). Dále sousedí s celky Ralská pahorkatina na severozápadě a Jičínská pahorkatina na severovýchodě.

## Významné vrcholy
Nejvyšším vrcholem Radechovské pahorkatiny, potažmo celé Jizerské tabule, je Rokytská horka (410 m n. m.)
| název vrcholu  | výška (m n. m.) |
| -------------- | --------------- |
| Rokytská horka | 410             |
| Jezovská horka | 400             |
| Radechov       | 392             |
| Orlí           | 381             |
| Lysá hora      | 365             |
| Malý Radechov  | 357             |
| Šibeniční vrch | 337             |
| Kozí hřbet     | 306             |